# Henrique Sereno
Henrique Sereno Fonseca (Elvas, 18 mei 1985) is een Portugees voormalig voetballer die doorgaans speelde als centrale verdediger. Tussen 2003 en 2018 speelde hij voor O Elvas, Vitória SC, FC Famalicão, Real Valladolid, FC Porto, 1. FC Köln, opnieuw Real Valladolid, Kayserispor, 1. FSV Mainz 05, Atlético Kolkata, Almería en Chennaiyin. Sereno maakte in 2013 zijn debuut in het Portugees voetbalelftal en kwam uiteindelijk tot twee interlandoptredens.

## Clubcarrière
Sereno brak door bij O Elvas en speelde daar twee jaar, alvorens hij naar Vitória SC trok. Die club verhuurde hem nog een jaar aan FC Famalicão, maar tussen 2006 en 2010 was de Portugees een vaste waarde in de defensie van Vitória. Op 1 februari 2010 ondertekende Sereno een verbintenis voor vijf maanden bij Real Valladolid. Na de degradatie uit de Primera División verkaste Sereno naar FC Porto, waar hij niet veel speelde, zodat hij verhuurd werd aan 1. FC Köln en later aan zijn oude club Real Valladolid. Op 29 augustus 2013 liet de verdediger Porto achter zich en tekende hij een tweejarig contract bij Kayserispor. Na twee jaar verkaste Sereno naar 1. FSV Mainz 05. Hij verbleef een jaar bij Mainz, maar daar kwam hij niet aan spelen toe. In 2016 tekende hij voor een half jaar bij Atlético Kolkata. In januari 2017 verkaste Sereno naar Almería, waar hij voor een half seizoen tekende. Na dit halve seizoen ging de Portugees weer terug naar India, waar Chennaiyin zijn nieuwe club werd. Een jaar later zette hij een punt achter zijn actieve loopbaan.

## Interlandcarrière
Sereno debuteerde in het Portugees voetbalelftal op 10 juni 2013. Op die dag werd een vriendschappelijke wedstrijd tegen Kroatië met 0–1 gewonnen door een doelpunt van Cristiano Ronaldo. De verdediger begon op de bank en kwam in de rust als invaller voor Bruno Alves het veld in. De andere debutant dit duel was André Martins (Sporting Lissabon).
| Interlands van Henrique Sereno voor Portugal | Interlands van Henrique Sereno voor Portugal | Interlands van Henrique Sereno voor Portugal | Interlands van Henrique Sereno voor Portugal | Interlands van Henrique Sereno voor Portugal | Interlands van Henrique Sereno voor Portugal | Interlands van Henrique Sereno voor Portugal |
| №                                            | Datum                                        | Wedstrijd                                    | Uitslag                                      | Competitie                                   | Goals                                        |                                              |
| Als speler bij Real Valladolid               | Als speler bij Real Valladolid               | Als speler bij Real Valladolid               | Als speler bij Real Valladolid               | Als speler bij Real Valladolid               | Als speler bij Real Valladolid               | Als speler bij Real Valladolid               |
| -------------------------------------------- | -------------------------------------------- | -------------------------------------------- | -------------------------------------------- | -------------------------------------------- | -------------------------------------------- | -------------------------------------------- |
| 1                                            | 10 juni 2013                                 | Kroatië – Portugal                           | 0 – 1                                        | Vriendschappelijk                            |                                              |                                              |
| Als speler bij Kayserispor                   |                                              |                                              |                                              |                                              |                                              |                                              |
| 2                                            | 15 oktober 2013                              | Portugal – Luxemburg                         | 3 – 0                                        | Vriendschappelijk                            |                                              |                                              |